# Iskăr (distrikt)
Iskăr (bulgariska: Искър) är ett distrikt i Bulgarien.   Det ligger i kommunen Obsjtina Guljantsi och regionen Pleven, i den nordvästra delen av landet, 140 km nordost om huvudstaden Sofia.